# Brückenlegepanzer

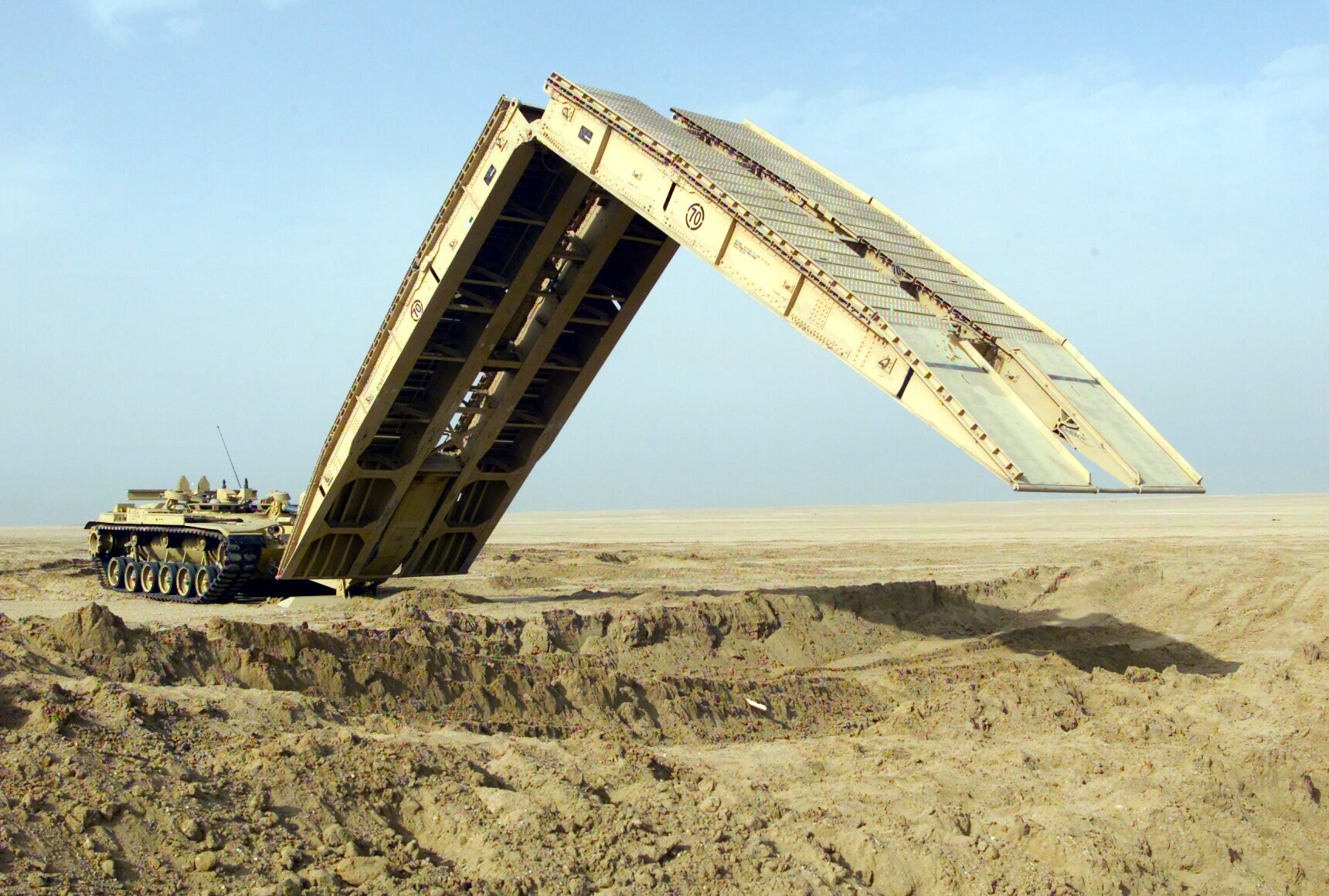
Brückenlegepanzer M60A1 mit Scherenbrücke

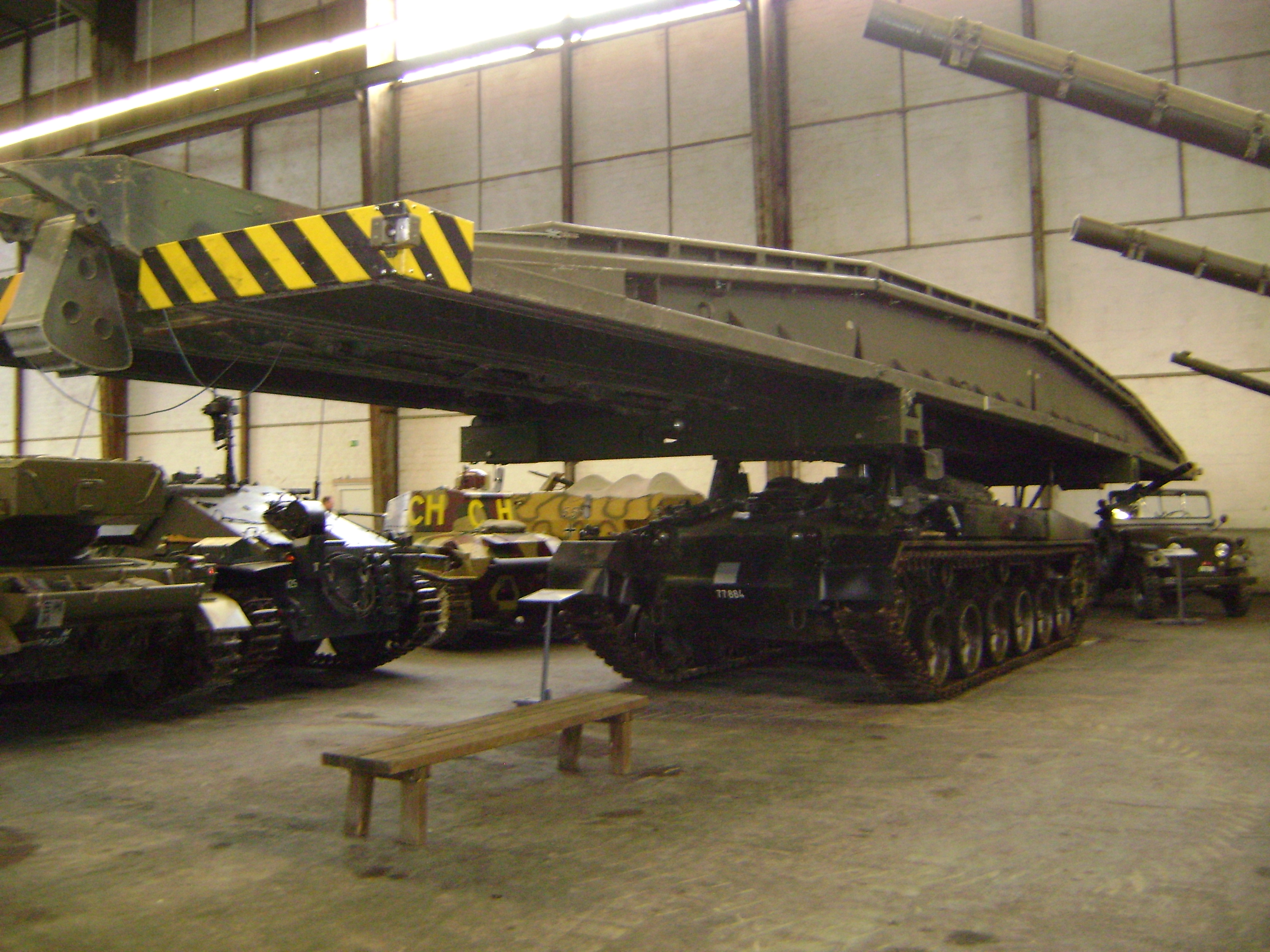
Schweizer Brückenpanzer 68

Ein Brückenlegepanzer ist ein gepanzertes Transport- und Verlegefahrzeug mit Eigenantrieb, das eine Brückenkonstruktion mitführen und durch eingebaute Mechanismen auslegen und wiedereinholen kann.

## Entwicklungsgeschichte

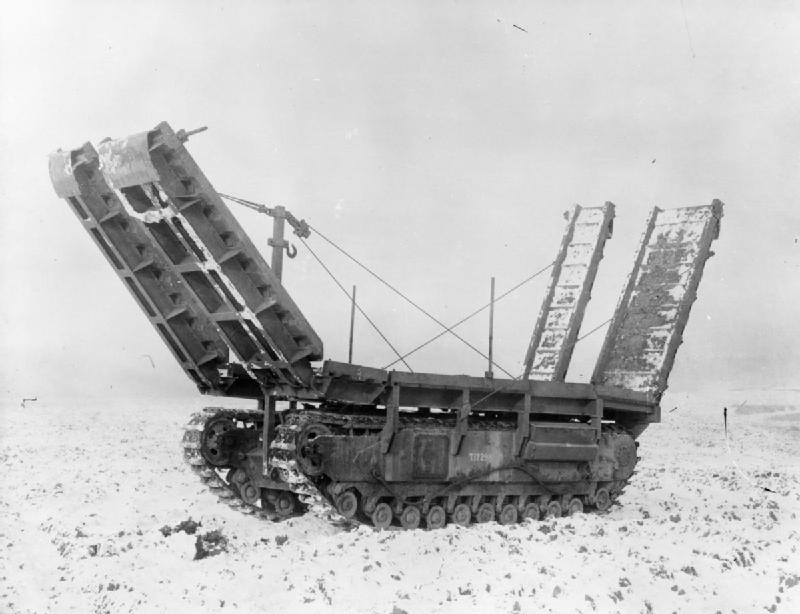
Armoured Ramp Carrier

Infolge zunehmender Mechanisierung der Streitkräfte zwischen den Weltkriegen konnten die Pioniere mit den Angriffspitzen nicht mehr mithalten, um diesen das Überqueren von Geländehindernissen zu ermöglichen. Zudem war das Errichten einer Behelfsbrücke im Wirkungsbereich feindlicher Waffen gefährlich und verlustreich.
Bei der Roten Armee fertigte man bereits 1933 Prototypen eines Brückenlegepanzers auf Basis des T-26 und hatte zu Beginn des Zweiten Weltkrieges rund 60 Fahrzeuge dieses Baumusters ST-26 (ST = saperny tank Sappeur-Panzer) im Bestand.
Bei Kriegsbeginn hatte man in Großbritannien bereits seit längerem an der Entwicklung eines Brückenlegepanzers mit Scherenbrücke gearbeitet, stellte aber auch hier zunächst das Projekt wegen Ressourcenmangel vorläufig ein. Die Erfahrungen der Dieppe-Landung 1942 unterstrichen jedoch die Notwendigkeit solcher Fahrzeuge. 1943 entwickelte Percy Hobart mit dem Armoured Ramp Carrier auf Basis des Churchill eine verblüffend einfache Zwischenlösung, gegen Kriegsende waren Varianten von Covenanter- und Valentine-Panzern mit Scherenbrücken im Einsatz.
Der schnelle Vormarsch der deutschen Panzertruppen beim Überfall auf Polen führt dazu, dass auch das OKW das Problem erkannte. Zur Lösung vergab man nach Feldzugsende noch im Jahre 1939 an die Firmen Krupp und Magirus Aufträge zur Entwicklung von Brückenlegepanzern. Die eingereichten Entwürfe basierten auf den Panzerkampfwagen I, II und IV, wovon sich letzter durchsetzte, da er aufgrund seiner größeren Stabilität die längste Brücke bauen konnte. Von den Brückenlegepanzer I und II wurden wenige Prototypen gebaut, der Brückenlegepanzer IV ging zwar in Serie, sein Bau wurde jedoch nach nur einem Monat und Fertigung von zwanzig Stück bereits wieder gestoppt, da das Modell hinter den Erwartungen zurückblieb und die Heeresleitung die Fertigung von Kampfpanzern priorisierte; die bereits gefertigten Brückenlegepanzer wurden teilweise zu Kampfpanzern rückgebaut. Die Wehrmacht verfolgte die Entwicklung dieser Fahrzeuggattung damit nicht mehr.
In der Sowjetunion wurde 1940 eine geringe Zahl von IT-28 in die Bewaffnung eingeführt.
Beispiele für Brückenlegepanzer aus der Zeit nach dem Zweiten Weltkrieg sind der mittlerweile ausrangierte M48 AVLB, der deutsche Biber, dessen realisiertes Nachfolgemodell Leguan sowie der amerikanische M104 Wolverine und der britische Armoured Ramp Carrier. Weiterhin sind der russische MTU-90 und das Brückenlegegerät BLG 60 sowie der Brückenlegepanzer BLP 72 der NVA zu nennen. Zudem wurde in Polen der PMC-90 und in der Tschechoslowakei der MT 72 entwickelt. Neben gepanzerten Brückenlegeeinheiten gibt es auch Systeme, welche auf schweren LKW basieren, wie das tschechische AM-50-System, das chinesische GQL-111 oder die modernere TMM-6-Schnellbrücke aus Russland.

## Funktionsweise
Brückenlegepanzer sind je nach Modell mit vertikal ausklappbaren (Scherenbrücke) oder horizontal ausfahrbaren Brückensegmenten ausgestattet, die mit Hilfe einer hydraulischen Vorrichtung in ihre Position gebracht und abgelegt werden. Anschließend wird der Brückenlegepanzer von der Brücke getrennt, nur beim Britischen Ramp Carrier bleibt das Verlegefahrzeug Teil der Brücke. Anderen Fahrzeugen wird es so ermöglicht, breite und tiefe Hindernisse schnell und sicher zu überqueren. Vorteil der klappbaren Variante ist die schnelle Verlegung, Nachteil ist die hohe Silhouette: Die Brückenhälften ragen beim Aufbau über 10 Meter weit nach oben, so dass der Panzer leicht ausgemacht und anvisiert werden kann. Viele modernere Brückenlegepanzer fahren daher die Brückensegmente horizontal aus.